# Калперська шпигунська мережа
Калперська шпигунська мережа — це мережа шпигунів, що діяла під час Американської революційної війни, організована майором Бенджаміном Таллмаджем і генералом Джорджем Вашингтоном у 1778 році під час британської окупації Нью-Йорка.
Хоча Таллмедж був безпосереднім контактом шпигунів, Вашингтон часто керував їхніми операціями. Секретність була настільки суворою, що Вашингтон не знав особи всіх оперативників. Завданням групи було надавати Вашингтону інформацію про операції британської армії в Нью-Йорку, в штаб-квартирі британської армії. Його члени діяли переважно в Нью-Йорку, Лонг-Айленді та Коннектикуті з кінця жовтня 1778 року до евакуації британців з Нью-Йорка в 1783 році.
Інформація, яку надавала шпигунська група, включала деталі раптового нападу на новоприбулі французькі війська під командуванням генерал-лейтенанта Рошамбо в Ньюпорті, Род-Айленд, ще до того, як вони оговталися від важкої морської подорожі, а також британський план підробки американської валюти на справжньому папері, який використовувався для континентальних доларів, що змусило Континентальний конгрес відкликати ці банкноти.